# Villa Trissino (Cricoli)
La Villa Trissino en Cricoli, llamada también Villa Trissino Trettenero es una villa del siglo XVI relacionada con el arquitecto Andrea Palladio. Se encuentra en Cricoli, justo a las afueras de Vicenza. 

## Historia

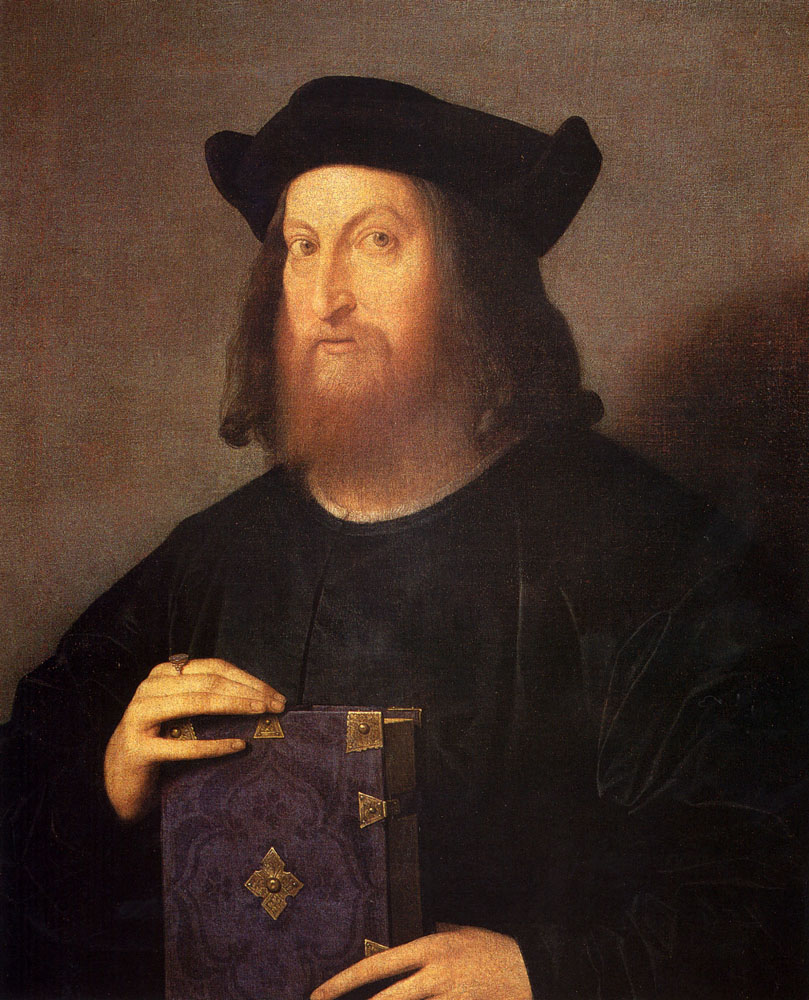
Retrato de Gian Girogio Trissino (1510)

La villa Trissino en la localidad de Cricoli en Vicenza pertenecía al humanista Gian Giorgio Trissino. Esta villa no es seguramente obra de Palladio, pero es uno de los lugares de su mito, o más bien el origen, de ahí la importancia del edificio en relación con el mito palladiano. Quiere la tradición que cerca de aquí, en la segunda mitad de los años 1530, el noble vicentino Giangiorgio Trissino (1478-1550) encontrase al joven cantero Andrea di Pietro empleado en la obra de la reforma de la villa, herencia de su padre. Intuyendo de alguna manera la potencialidad y el talento, Trissino se encarga de su formación, lo introduce entre la aristocracia vicentina y, en el curso de unos pocos años, lo transforma en un arquitecto al que impone el áulico nombre de Palladio. Se dice que al remodelar la casa familiar en Cricoli para incorporar rasgos clásicos, escogió al joven Palladio como contratista.
Lo que Palladio diseñara realmente de este edificio es objeto aún de debate.  Algunas de las proporciones usadas son típicas de Palladio; en efecto, en la reorganización de los espacios internos la secuencia de las estancias laterales, de dimensiones variadas pero ligadas a un sistema de proporciones interrelacionadas (1:1; 2:3; 1:2), individualiza un esquema que se convertirá en un tema clave en el sistema proyectivo palladiano. 
No obstante, no puede olvidarse que Trissino era un arquitecto aficionado, de quien se conservan diseños para el palacio que tenía en la ciudad y un esbozo de un tratado de arquitectura. Giangiorgio Trissino era un literato, autor de obras teatrales y de gramática, y en Roma había sido acogido en el restringido círculo cultural del papa León X de Médicis, donde había conocido a Rafael. Puede que fuera el propio Trissino el responsable de las reformas operadas en esta villa familiar de Cricoli.

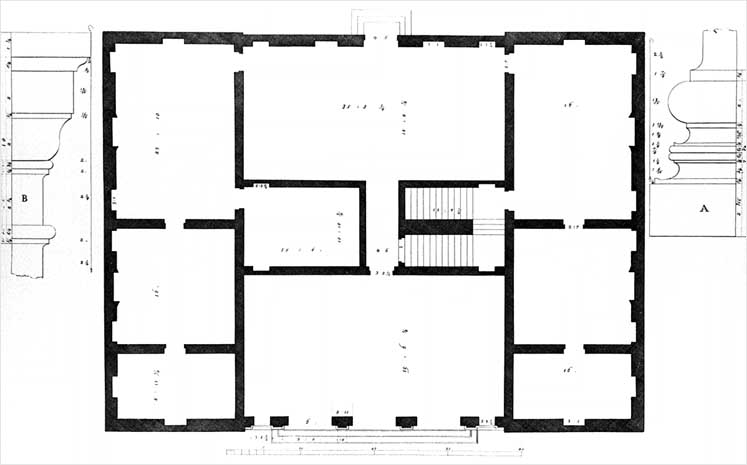
Plano de la Villa Trissino en Cricoli, alzado por Bertotti Scamozzi en 1778.

Trissino no demolió el edificio preexistente, de formas góticas, sino que rediseña en primer lugar el frente principal hacia el sur, que se convierte en una especie de manifiesto de adhesión a la nueva cultura constructiva fundada en el redescubrimiento de la arquitectura romana antigua. Entre dos torres preexistentes inserta una logia con doble orden de arcadas, que se inspira directamente en la fachada de Villa Madama en Roma, obra de Rafael, así como publicada por Sebastiano Serlio en el Tercer libro de arquitectura, editado en Venecia en 1540.
La obra ciertamente estaba acabada en 1538. En cualquier caso, el edificio ha sido modificado desde el siglo XVI, puesto que a finales del siglo XVIII el arquitecto vicentino Ottone Calderari intervino con gran intensidad en el edificio, y en los primeros años del siglo XIX una segunda campaña de obras elimina las últimas trazas de la fábrica gótica. 
Desde 1994 la villa ha formado parte del Patrimonio de la Humanidad que tenía como pretensión proteger los edificios palladianos en Vicenza. En 1996 la Unesco extendió la protección a las villas palladianas en las afueras del núcleo central y renombró el bien protegido como «Ciudad de Vicenza y las villas palladianas del Véneto».
Palladio fue sin lugar a dudas el diseñador de otra Villa Trissino, si bien incompleta, a unos 20 kilómetros en Sarego, como se documenta en su plano publicado en Los cuatro libros de arquitectura.